# Harrod-Domar-Modell
Das Harrod-Domar-Modell ist eine frühe einfache postkeynesianische Wachstumstheorie, welche den Doppelcharakter der Investitionen in den Mittelpunkt der Überlegungen stellt.
Auf der einen Seite ist die Nachfrage nach Investitionsgütern ein Teil der gesamtwirtschaftlichen Nachfrage (der andere Teil ist die Nachfrage nach Konsumgütern).
Auf der anderen Seite wird der Kapitalstock um die Investitionen vergrößert und damit das gesamtwirtschaftliche Güterangebot.
Roy F. Harrod und Evsey D. Domar untersuchten (Harrod: 1939 und Domar: 1946) nun unabhängig voneinander, unter welchen Bedingungen eine Wirtschaft so wachsen kann, dass Nachfrage und Angebot miteinander übereinstimmen unter der Berücksichtigung, dass Nachfrage und Angebot in unterschiedlicher Weise von den Investitionen beeinflusst werden.
Dabei ging Domar von einem technisch gegebenen Zusammenhang zwischen Kapitalstock und der damit erzielbaren Produktionsmenge aus (die wiederum gleich der Gesamtnachfrage sein soll), Harrod von einer Investitionsfunktion, nach der die Investoren versuchen, ihren Kapitalstock an Veränderungen der Gesamtnachfrage (die durch die Produktionsmenge befriedigt werden soll) anzupassen. Inhaltlich besteht hier also ein Unterschied zwischen den beiden Wirtschaftswissenschaftlern, der aber formal oder mathematisch auf dieselben Gleichungen hinausläuft.
Diese Gleichgewichtsbedingungen finden sich so auch allgemein in Wachstumsmodellen wie etwa im Solow-Modell. Als Keynesianer waren Harrod und Domar der Meinung, dass eine Volkswirtschaft, die sich nicht auf diesem Gleichgewichtspfad befindet, nur durch wirtschaftspolitische Maßnahmen dorthin zurückgebracht werden kann. Neoklassische Wirtschaftswissenschaftler vertrauen dagegen auf die Marktkräfte, welche zum Gleichgewichtspfad zurückführen. Eine Zwischenlösung besteht darin, es von den Werten bestimmter Parameter abhängig zu machen, ob der Gleichgewichtspfad stabil oder instabil ist.

## Annahmen
Dem Modell liegen, wie den meisten anderen Wachstumsmodellen auch, bestimmte Annahmen zugrunde, die gelegentlich in Frage gestellt werden. Es handelt sich um eine Ein-Gut-Parabel, das heißt, es wird der Einfachheit halber unterstellt, dass in der Volkswirtschaft nur ein Gut hergestellt wird, das dann als Konsum-Gut oder als Investitions-Gut verwendet werden kann. Auch die Kapitalkontroverse ist in dem Sinne beantwortet, dass Kapital als ein Produktionsfaktor gilt, dessen Einsatzmenge stofflich messbar ist. Zwar wird der Kapitalstock K in Euro gemessen, doch wird dies als Maß für die stoffliche Menge, in der Kapital zur Verfügung steht, verstanden (Anlagevermögen in konstanten Preisen gemessen). Kapital ist dann einfach die akkumulierte, aufgehäufte Menge an Investitionsgütern. Auch das Einkommen bzw. die Produktion Y und der Konsum C werden in Euro gemessen, interpretiert wird dies aber als physische oder stoffliche Menge eines bestimmten Gutes („real“, „in konstanten Preisen“).

## Domar-Modell

### Die Angebotsseite

#### Zwischen KapitalstockKund InvestitionenIbesteht ein definitorischer Zusammenhang
Der Kapitalstock K erhöht sich um die Investitionen I eines Jahres. Mit I sind damit nicht die Bruttoinvestitionen gemeint, sondern die Nettoinvestitionen, also die Bruttoinvestitionen abzüglich der Abschreibungen auf den Kapitalstock. Der Kapitalstock wird zum einen größer in Höhe der Bruttoinvestitionen, zum anderen kleiner in Höhe der Abschreibungen. Per Saldo verändert er sich in Höhe der Nettoinvestitionen. Die Nettoinvestitionen können auch Werte kleiner null annehmen, wenn die Bruttoinvestitionen kleiner als die Abschreibungen sind.
{\displaystyle K_{t}=K_{t-1}+I}
mit
K: Kapitalstock
I: Nettoinvestitionen
Geht man von der diskreten Differenzengleichung zur stetigen Betrachtung über, indem man einen infinitesimal kleinen Zeitraum t, t-1 betrachtet, dann gilt:
{\displaystyle {\dot {K}}=I}
wobei {\displaystyle {\dot {K}}=\lim _{\delta \to 0}{\frac {K_{t}-K_{t-\delta }}{\delta }}}.

#### Zwischen dem KapitalstockKund der ProduktionYbesteht ein technischer Zusammenhang
Mit einem bestimmten Kapitalstock K kann gemäß der konstant angenommenen Kapitalproduktivität 1/v eine bestimmte Produktionsmenge Y erstellt werden:
{\displaystyle Y={\frac {1}{v}}\cdot K.}
Mit größerem Kapitalstock kann mehr produziert werden, die Zunahme der Produktion beträgt (bei Vollauslastung der Produktionskapazität):
{\displaystyle {\dot {Y}}={\frac {1}{v}}\cdot {\dot {K}}}
oder (Kapazitätseffekt der Investitionen):
(1)  {\displaystyle {\dot {Y}}={\frac {1}{v}}\cdot I}
mit:
v: Kapitalkoeffizient und
1/v: Kapitalproduktivität.
Die Investitionen erzeugen auf der Angebotsseite Produktions-Kapazitäten und stellen auf der anderen Seite aber auch einen Teil der Nachfrage dar (der andere Teil der Nachfrage ist die Nachfrage nach Konsumgütern). Im Gleichgewicht soll Angebot gleich Nachfrage sein.
Aus diesen Gleichungen folgt auch unmittelbar:
{\displaystyle {\frac {\dot {Y}}{Y}}={\hat {Y}}={\frac {\dot {K}}{K}}={\hat {K}}.}
Wenn zwischen K und Y ein konstantes Verhältnis besteht, müssen beide Größen mit der gleichen Wachstumsraten wachsen. Nun ist das Wachstum des Kapitalstocks definiert als Investitionen einer Periode, also der Kapitalzuwachs dieser Periode, bezogen auf den Kapitalstock zu Beginn dieser Periode. Je größer also die Wachstumsrate sein soll, desto mehr muss in einer Periode investiert werden, desto größer muss der Anteil der Investitionen an der Gesamtproduktion, die Investitionsquote oder von der Finanzierungsseite her gesehen, die Sparquote s sein.

### Die Nachfrageseite
Es gibt keine ausdrücklich formulierte Konsumfunktion (Konsum in Abhängigkeit vom Einkommen), sondern es werden unmittelbar die Ersparnisse betrachtet, von welchen angenommen wird, dass sie voll als Nachfrage nach Investitionsgütern wirken. Der Teil, der gespart wird, ergibt sich aus der Multiplikation der Sparquote s mit dem Einkommen Y. Dabei ist die Sparquote s unabhängig von der Größe des Einkommens als konstant angenommen:
Sparfunktion, Ersparnis in Abhängigkeit vom Einkommen:
{\displaystyle S=s\cdot Y}
Die Ersparnisse S dienen der Finanzierung der Investitionen, also gilt:
{\displaystyle S=I}
und somit:
{\displaystyle I=s\cdot Y}
Dies ist die Nachfrage nach Investitionsgütern in Abhängigkeit von der Höhe des Einkommens Y.
Nach Y aufgelöst (Einkommenseffekt der Investitionen):
(2)  {\displaystyle {\dot {Y}}={\frac {1}{s}}\cdot dI}
Wenn ein bestimmtes Einkommen {\displaystyle Y} zu einer bestimmten Konsumnachfrage {\displaystyle C=cY=(1-s)Y} führt, dann ergibt ein bestimmtes Investitionsvolumen (= Sparvolumen) {\displaystyle I} von der Nachfrageseite her ein bestimmtes Gleichgewichtseinkommen {\displaystyle Y} gemäß Gleichung (2). Dies ist der Multiplikator-Effekt.

### Zusammenführung von Angebots- und Nachfrageseite
Unter all diesen Annahmen gelangt man zur Gleichung des (Harrod-)Domar-Modells, welche besagt, dass das Wachstum der Produktion oder des Einkommens Y, damit auch der Investitionen I gleich dem Verhältnis der Sparquote s zum Kapitalkoeffizienten v sein muss, da genau dann der Einkommenseffekt auf der Nachfrageseite gleich dem Kapazitätseffekt auf der Angebotsseite ist:
Durch Dividieren der Gleichung (1) (Kapazitätseffekt) mit der Gleichung (2) (Einkommenseffekt) erhält man:
{\displaystyle {\frac {\dot {Y}}{Y}}={\frac {s}{v}}=g}
Dabei ist die Wachstumsrate definiert als die Veränderung einer Größe bezogen auf ihr Ausgangsniveau, in stetiger Darstellung also:
{\displaystyle {\hat {Y}}={\frac {\dot {Y}}{Y}}=g}
{\displaystyle g} ist die von der Wirtschaftsseite her gegebene Wachstumsrate. Die Formel besagt, dass ein umso höheres Wachstum erzielt werden kann, je größer die Investitionsquote ist (die gleich der Sparquote {\displaystyle s} ist), je größer also der Teil der Produktion ist, der für den Aufbau des Kapitalstocks verwendet wird. Das Wachstum ist umso niedriger, je größer der Kapitalkoeffizient ist, je mehr Kapital benötigt wird, um eine Einheit Produktion zu erzeugen (K/Y). Die Wachstumsrate s/v wird auch als „wünschenswerte Wachstumsrate“ (engl. „warranted rate of growth“) bezeichnet, weil sie das Wachstum darstellt, bei welchem Angebot und Nachfrage ausgeglichen sind.

### Wirtschaftspolitische Zwischenüberlegung
Allerdings muss dieses Wachstum nicht mit dem Bevölkerungswachstum, also vereinfacht dem Wachstum des Arbeitsangebotes, das auch als „natürliche Wachstumsrate“ bezeichnet wird, übereinstimmen. Ist s/v kleiner der Wachstumsrate des Arbeitsangebots n, dann entsteht langfristig Arbeitslosigkeit. Ist s/v größer, dann entsteht Mangel an Arbeitskräften, was in eine Wirtschaftskrise umschlagen kann. Im ersten Fall müsste die Sparquote s erhöht werden, um das Wirtschaftswachstum an das Wachstum der Arbeitskräfte anzupassen, im zweiten Fall müsste s vermindert werden. Üblicherweise wird angenommen, etwa gemäß einer Sparfunktion nach Nicholas Kaldor, dass die Ersparnisse in erster Linie von den Kapitaleinkommen her kommen, weniger von den Lohneinkommen. Soll also das Wachstum erhöht werden, muss die Gewinnquote, der Anteil der Kapitaleinkommen am Gesamteinkommen gestärkt werden, umgekehrt, wenn das Wachstum vermindert werden soll, weil die Anzahl der Arbeitskräfte nicht so rasch wächst.
Gilt {\displaystyle s/v=n}, {\displaystyle n} ist das Bevölkerungswachstum, hat sich also das von der wirtschaftlichen Seite her gegebene „wünschenswerte“ Wachstum genau dem „natürlichen“ Bevölkerungswachstum angepasst, spricht man auch der Wirtschaftswissenschaftlerin Joan Robinson folgend vom Goldenen Zeitalter.

### Doppelcharakter der Investitionen
Die Investitionen haben einen Doppelcharakter. Zum einen erhöht sich in Höhe der Investition der Kapitalstock und damit nach Maßgabe des Kapitalkoeffizienten v die mögliche Produktionsmenge, das mögliche Angebot. Der sogenannte Kapazitätseffekt ist der erste Teil des Doppelcharakters.
Der zweite Teil des Charakters ist der sogenannte Einkommenseffekt. Investitionen in konstanter Höhe führen über den Multiplikatoreffekt zu einer bestimmten konstanten gesamtwirtschaftlichen Nachfrage Y.
Im Gleichgewicht Angebot gleich Nachfrage ist die Wachstumsrate des Nationaleinkommens Y nach Domar umso höher, je höher die Sparquote und je kleiner der Kapitalkoeffizient v ist. Dies steht im Widerspruch zu Keynes, da dieser eine hohe Sparquote für schwaches Wachstum verantwortlich macht. Der Grund dafür ist, dass nach Keynes Sparen und (gewünschtes) Investieren nicht zwingend übereinstimmen müssen, während Domar annimmt, dass die Ersparnisse sämtlich zu Investitionen führen.
Ist nun eine bestimmte Wachstumsrate vorgegeben, etwa durch ein exogen angenommenes Bevölkerungswachstum n, dann ergibt sich ein Problem. Es wäre Zufall, wenn s und v genau die Werte hätten, die zu dem gewünschten Wachstum führen. Es sind weitere Erklärungen notwendig, die angeben, wie s/v dem Wert n angepasst werden können. In diesen Erklärungen unterscheiden sich die verschiedenen Theorien (beispielsweise keynesianische gegen neoklassische Ansätze). Für Keynesianer ist staatliche Wirtschaftspolitik erforderlich, aus Sicht der Neoklassik ruft der Markt selbst Kräfte hervor, die zu einer Anpassung führen.

## Harrod-Modell
Im Domar-Modell ist v ein technischer Parameter. Über das Verhalten der Unternehmen gibt es keine Annahmen. Harrod zeigt nun die Bedingungen auf, die zu einem Wachstum ohne unausgelastete (oder überausgelastete) Kapazitäten führen (warranted rate of growth, wünschenswerte Wachstumsrate), indem er als Verhaltensgleichung eine Investitionsfunktion einführt. Die Unternehmen machen ihre Entscheidungen über das Investitionsvolumen von der Veränderung der Nachfrage abhängig (Akzelerator-Funktion):
{\displaystyle I=v\cdot {\dot {Y}}} ({\displaystyle {\dot {Y}}} stellt die erwartete Nachfrageveränderung je Zeitspanne dar. Dabei wird vereinfacht angenommen, dass die erwartete Nachfrageänderung gleich der zuletzt beobachteten Nachfrageänderung ist.)
Nach {\displaystyle {\dot {Y}}} aufgelöst:
(1)  {\displaystyle {\dot {Y}}={\frac {1}{v}}\cdot I}
Über die Bedingung, dass I gleich S sein muss mit {\displaystyle S=s\cdot Y} gelangen wir auch in diesem Modell wieder zu der gewünschten Wachstumsrate. Die Ersparnisse S dienen wiederum der Finanzierung der Investitionen, so dass gilt:
{\displaystyle S=I}
und somit:
{\displaystyle I=s\cdot Y}
Nach Y aufgelöst:
(2)  {\displaystyle Y={\frac {1}{s}}\cdot I}
Wiederum Gleichung (1) dividiert durch Gleichung (2):
{\displaystyle {\frac {\dot {Y}}{Y}}={\hat {Y}}={\frac {s}{v}}=g}
Dies entspricht mathematisch oder formal dem Ergebnis von Domar mit dem inhaltlichen Unterschied, dass {\displaystyle v} diesmal ein Verhaltensparameter der Unternehmen darstellt.

### Konjunkturelle Schwankungen im Harrod-Modell
Das Harrod-Modell enthält eine Investitionsfunktion, die Höhe der Investitionen ist proportional der Veränderung des Nationaleinkommens:
{\displaystyle I=v\cdot {\dot {Y}}} ({\displaystyle {\dot {Y}}} stellt die Nachfrageveränderung dar)
Der Konsum C ist proportional zum Nationaleinkommen Y:
{\displaystyle C=(1-s)\cdot Y}
Außerdem ist das Nationaleinkommen Y die Summe von Konsum C und Investitionen I:
{\displaystyle Y=C+I}
Reagieren die Investitionen I und der Konsum C gemäß diesen Gleichungen, aber zeitlich verzögert (sog. Time-Lags), dann können sich je nach der Größe von s und v verschiedene Fälle ergeben:
- das Wachstum implodiert
- das Wachstum explodiert
- gedämpfte Wachstumsschwingungen
- explodierende Wachstumsschwingungen
- als Grenzfall konstante Wachstumsschwingungen

Durch Einführung zeitlicher Verzögerungen (Time-Lags) kann also das Harrod-Domar-Modell zu einem Konjunktur-Modell (Samuelson-Hicks-Modell oder Multiplikator-Akzelerator-Modell) weiterentwickelt werden.

### „Wachstum auf des Messers Schneide“
Im Regelfall wird sich die Wirtschaft nicht genau auf einem Punkt des „wünschenswerten Wachstums“ befinden, sondern davon entfernt. Es sind dann zusätzlich Annahmen darüber zu treffen, wie die Wirtschaftsteilnehmer auf ein Ungleichgewicht zwischen Angebot und Nachfrage reagieren.
Wenn zum Beispiel das Produktionspotential größer als die Nachfrage ist, werden die Unternehmen weniger investieren wollen, weil sie unausgelastete Kapazitäten haben. Dadurch wird aber die Nachfrage noch geringer, so dass sich das Problem in der nächsten Periode wiederholt. Denkbar ist ein sich verstärkender Abschwung. So war jedenfalls die eher pessimistische Meinung der Keynesianer. Fehlende Investitionen bedeuten aber auch, dass der Kapitalstock schrumpft, also auch das Produktionspotential. Schließlich könnte das schrumpfende Produktionspotential noch unter die ebenfalls fallende Gesamtnachfrage sinken, so dass jetzt wieder Investitionen gefragt sind. Dies wäre der untere Wendepunkt einer Konjunktur-Schwankung.
Es lassen sich jedenfalls auch Reaktionsfunktionen der Unternehmen formulieren, so dass sich die Gleichgewichtstendenz durchsetzt, dass die Volkswirtschaft also unter bestimmten Bedingungen dazu neigt, von selbst wieder auf den gleichgewichtigen Wachstumspfad zurückzukehren. Das Harrod-Domar-Modell ist ein Gleichgewichtsmodell in dem Sinne, dass es untersucht, unter welchen Bedingungen ein gleichgewichtiges Wachstum stattfinden könnte. Wie die Wirtschaft reagiert, wenn sie nicht im Gleichgewicht ist, muss in eigenen Ungleichgewichtsmodellen untersucht werden. Der Unterschied zwischen Keynesianismus und Neoklassik macht sich nicht an den eigentlich tautologischen Gleichgewichtsbedingungen des Modells fest, die sich so auch in anderen Schulen der Wirtschaftswissenschaften – beispielsweise im Solow-Modell – finden, sondern an der Frage, wie auf diesen Gleichgewichtspfad eingeschwenkt werden kann: durch staatliche Eingriffe oder durch das freie Spiel der Marktkräfte.

## Vergleich von Domar und Harrod
Mathematisch formal stimmen die Gleichgewichtslösungen von Harrod und Domar überein. Der Unterschied ist die Verwendung des technischen Kapitalkoeffizienten v durch Domar und des verhaltensbestimmten Akzelerators v durch Harrod. Daher werden die beiden Modelle auch häufig zusammengefasst. Andere Ökonomen betonten stärker die Unterschiede.
Ihrer Meinung nach wird vernachlässigt, dass inhaltlich Kapitalkoeffizient und Akzelerator durchaus unterschiedlich sind.
- Der Akzelerator v von Harrod ist ein Verhaltensparameter. Die Veränderung der Nachfrage ist die unabhängige Variable, die Investitionen und die damit verbundene Veränderung des Kapitalstocks bzw. der Produktionskapazitäten ist die abhängige.

- Domar geht von der technisch gegebenen Kapitalproduktivität 1/v aus. Der Kapitalstock und die damit verbundene Produktion sind die unabhängige Variable. Die Nachfrage ist die abhängige Variable. Sie ist so zu bestimmen, dass sie gleichschrittig zum Wachstum des Kapitalstocks und damit des potentiellen Angebots erfolgt.

- Beim Kapitalkoeffizienten v wird über die Auslöser von Investitionen nichts ausgesagt, es können autonome (nicht näher erklärte) wie auch induzierte (abhängig von anderen Variablen) Bestandteile in den Investitionen enthalten sein. Der Kapitalkoeffizient ist dabei eine produktionstechnische Größe, welche keine Aussagen zum Verhalten der Unternehmer trifft. Der Akzelerator hingegen enthält die von der Nachfrageänderung induzierten Investitionen, aber keine autonomen Bestandteile und beschreibt damit das Unternehmerverhalten.

- Das Modell von Harrod ist nachfrageorientiert und versucht die Bedingungen abzuleiten, unter denen die Nachfrage das zur Befriedigung dieser Nachfrage erforderliche Anwachsen des Kapitalstocks bewirkt. Domars Modell ist dagegen angebotsorientiert und formuliert die Notwendigkeit einer mit einer bestimmten Rate ständig wachsenden Nachfrage, die das via Kapazitätseffekt ständig wachsende Angebot auch abnimmt.

## Bewertung
Die Modelle haben die Wirtschaftspolitik der 1950er und 1960er deutlich beeinflusst. So verwendete unter anderem die Weltbank die Modelle für die Berechnung des Kapitalbedarfs für Auslandshilfen. In ihrer allgemeinen Form mit tautologischem Charakter sind sie aber heute auch noch von Einfluss. Mit ihrer Hilfe kann sowohl eine moderate (mäßigende), als auch eine expansive Lohnpolitik begründet werden. Der erste Fall träfe zu, wenn man annimmt, dass die steigende Arbeitslosigkeit Folge zu schwachen Wachstums ist, dass deshalb die Sparquote erhöht werden muss, daher auch die Gewinnquote, weil die Ersparnisse in erster Linie von den Gewinneinkommen herrühren (z. B. laut Sparfunktion von Nicholas Kaldor). So betrachtet ist das „keynesianische“ Modell nicht gewerkschaftsfreundlich.
Der zweite Fall könnte in einer Ungleichgewichtssituation mit sich verstärkendem Abschwung eine Rolle spielen. Senken die Unternehmen die Investitionen, wodurch die Nachfrage niedriger wird, so dass die Überkapazitäten weiterhin bestehen bleiben, was zu weiteren Investitionssenkungen führt usw., dann könnte man das Kaufkraftargument der Löhne bemühen, um durch steigende Löhne die Nachfrage zu stabilisieren, was den Abschwung stoppen könnte.
Das Modell geht in der Domar-Version von einem konstanten Kapitalkoeffizienten v aus. Empirisch lässt sich aber beobachten, dass etwa in der OECD der Kapitalkoeffizient allmählich angestiegen ist. Da das Wirtschaftswachstum durch s/v bestimmt ist, bedeutet ein steigendes v ein sinkendes Wirtschaftswachstum, was denn ebenfalls langfristig weltweit zu beobachten ist. Abhilfe könnte die Erhöhung der Sparquote s schaffen, so dass die Wachstumsrate s/v stabilisiert wird. In der Tat ging es im Neoliberalismus seit den 1980er Jahren darum, die Sparneigung zu erhöhen, indem die Gewinnquote in den Volkswirtschaften erhöht wurde, in der Hoffnung, dass so auch die Investitionsquote (gemäß der G-I-B-Formel) sich erhöht. Laut einer Studie des IWFs ist dies aber weltweit seit den 1970er Jahren nicht der Fall, die Investitionsquote hat sich vermindert.
Der Wachstumspolitik kommt nach Domar und Harrod die Aufgabe der langfristigen Stabilisierung der Marktwirtschaft durch Beeinflussung der Nachfrage zu. Die antizyklische Fiskalpolitik muss gemäß den Lehren des Keynesianismus für die kurzfristige Wahrung des Gleichgewichtes eingesetzt werden.
Unbefriedigend ist in beiden Modellen, dass das Wachstum mit seinen Ursachen nicht näher erklärt wird. Es wird zwar eine natürliche Wachstumsrate berücksichtigt, die aber einfach durch das exogen angesehene Bevölkerungswachstum gegeben sei. Daher werden die Theorien heutzutage auch nicht als Wachstumstheorien im eigentlichen Sinne angesehen, sondern lediglich als wichtiger Baustein für diese, als Herleitung der Bedingungen, unter denen ein gleichgewichtiges Wachstum möglich ist. Die Modelle sind normativ. Das Erreichen dieser Norm muss entweder technokratisch oder durch konkurrierende und ausgleichende Marktkräfte selbst bewirkt werden.

## Technischer Fortschritt

### Mathematische Formulierung
Technischer Fortschritt kann auf einfache Weise in das Harrod-Domar-Modell eingeführt werden. Die Gleichung für das „goldene Zeitalter“, in welcher die von der wirtschaftlichen Seite her bestimmte Wachstumsrate mit dem Bevölkerungswachstum, dem Wachstum des Arbeitsangebotes, übereinstimmt, lautete:
{\displaystyle {\frac {s}{v}}=n}
mit
{\displaystyle n}: exogen gegebene Wachstumsrate der Bevölkerung, n steht für „natürlich“.
Wachstumsrate der Produktion oder des Einkommens:
{\displaystyle {\frac {\dot {Y}}{Y}}={\hat {Y}}={\frac {s}{v}}=n}
Die Wachstumsrate des Kapitalstocks ist gleich groß:
{\displaystyle {\frac {\dot {K}}{K}}={\hat {K}}={\frac {s}{v}}=n}
Bei technischem Fortschritt wird nun einfach angenommen, dass die Arbeitsproduktivität, die Menge Y, die ein Arbeiter herstellt, mit einer bestimmten Rate m wächst. Wegen des technischen Fortschritts schrumpft jetzt die Zahl der benötigten Arbeiter mit der Rate m. Es reicht jetzt nicht mehr aus, wenn die Wirtschaft, also Produktion Y und Kapitalstock K, mit der natürlichen Wachstumsrate, der Wachstumsrate n der Bevölkerung wächst, sie muss zusätzlich auch noch um die Wachstumsrate m des technischen Fortschritts wachsen, soll keine Arbeitslosigkeit entstehen. Die Gleichung für das ’’Goldene Zeitalter’’ lautet jetzt:
{\displaystyle {\frac {s}{v}}=m+n}
{\displaystyle {\frac {\dot {Y}}{Y}}={\hat {Y}}={\frac {s}{v}}=m+n}
{\displaystyle {\frac {\dot {K}}{K}}={\hat {K}}={\frac {s}{v}}=m+n}
Das heißt, sowohl die Arbeitsproduktivität (Y je Arbeiter) als auch die Kapitalintensität (K je Arbeiter) wachsen mit der Rate des technischen Fortschritts m. Jeder Arbeiter produziert mit der Rate m immer mehr, benötigt aber auch einen immer größeren Kapitalstock, der je Arbeiter ebenfalls mit der Rate m wächst.
Ist der Kapitalkoeffizient v technisch gegeben, muss die Sparquote s umso höher sein, je größer die Rate des technischen Fortschritts m ist, soll ein bestimmtes Wachstum des Arbeitsangebots n von der Wirtschaft aufgenommen werden, um Arbeitslosigkeit zu vermeiden. Ist die Sparquote s nicht groß genug, um dieses Wachstum zu erzielen, dann nimmt die Arbeit nicht um die erforderliche Rate zu, sie könnte sogar schrumpfen, wenn s/v kleiner m ist. Technischer Fortschritt kann so zur Vernichtung von Arbeitsplätzen führen.

### Zahlenbeispiel

#### Kein technischer Fortschritt
Arbeit A, Kapital K und Produktion Y wachsen alle mit einer bestimmten Rate, hier sind 5 % angenommen.
- A Anzahl der Arbeitskräfte
- C Anzahl der Konsumgüter
- C/A Reallohn: Konsumgüter je Arbeiter
- K Kapitalstock
- K/A Kapitalintensität
- Y Produktion
- Y/A Arbeitsproduktivität je Kopf
- K/Y Kapitalkoeffizient

Die Produktion einer Periode dient dazu, um in der nächsten Periode die Arbeiter mit Konsumgütern (C) und mit Produktionsmitteln (K) zu versorgen. Dann wiederholt sich auf immer größerer Stufenleiter die Produktion von Periode zu Periode. Die Aufteilung der Produktion auf K und C bzw. A richtet sich nach der technisch gegebenen Kapitalintensität K/A, die als technisch gegebene Konstante angenommen ist.
Im folgenden Zahlenbeispiel sind die Anfangswerte der Periode 1 exogen angenommen. Für einige Größen gibt es exogene Annahmen, wie sie sich verändern. Diese Größen sind in der zweiten Tabelle blau gekennzeichnet. Die Kapitalintensität K/A bleibt unverändert und damit wird auch keine Veränderung der Arbeitsproduktivität Y/A ausgelöst. Außerdem wird der Reallohn C/A konstant gehalten. Die restlichen Größen errechnen sich dann unter der Annahme, dass die Produktion voll für die nächste Periode verwendet wird als Lohn C und Kapital K.
| Periode | A     | C      | C/A    | K     | K/A  | Y     | Y/A   | K/Y  |
| ------- | ----- | ------ | ------ | ----- | ---- | ----- | ----- | ---- |
| –       | –     | €      | €      | €     | €    | €     | €     | –    |
| 1       | 100,0 | 280,95 | 2,8095 | 100,0 | 1,00 | 400,0 | 4,000 | 0,25 |
| 2       | 105,0 | 295,0  | 2,8095 | 105,0 | 1,00 | 420,1 | 4,000 | 0,25 |
| 3       | 110,3 | 309,8  | 2,8095 | 110,3 | 1,00 | 441,0 | 4,000 | 0,25 |
| 4       | 115,8 | 325,2  | 2,8095 | 115,8 | 1,00 | 463,1 | 4,000 | 0,25 |
| 5       | 121,6 | 341,5  | 2,8095 | 121,6 | 1,00 | 486,2 | 4,000 | 0,25 |
| 6       | 127,6 | 358,6  | 2,8095 | 127,6 | 1,00 | 510,5 | 4,000 | 0,25 |

In Periode 2 betragen die Bruttoinvestitionen K=105,0 €. Davon sind 100,0 € Ersatz oder Abschreibungen der Investitionen der Vorperiode 1 (100,0 €). Die Nettoinvestitionen betragen also 105,0 € - 100,0 € = 5,0 €. Diese Nettoinvestitionen sind auf das Einkommen der Vorperiode 1 Y=400,0 € zu beziehen, da sie aus diesem finanziert werden. Es ergibt sich eine Sparquote s=5/400=1,25 %. v ist 0,25 oder 25 %. s/v ergibt 0,05 oder 5 %, die Wachstumsrate n der Wirtschaft und der Beschäftigung.
Produktion Y, Anzahl der benötigten Arbeiter A, Konsum der Arbeiter C und der Kapitalstock K wachsen alle jährlich mit 5 %, während der Reallohn C/A, die Arbeitsproduktivität Y/A und der Kapitalkoeffizient v K/Y konstant sind.
- W(…) Wachstumsrate in %

| Periode | W(A) | W(C) | W(C/A) | W(K) | W(K/A) | W(Y) | W(Y/A) | W(K/Y) |
| ------- | ---- | ---- | ------ | ---- | ------ | ---- | ------ | ------ |
| 1       | –    | –    | –      | –    | –      | –    | –      | –      |
| 2       | 5    | 5    | 0      | 5    | 0      | 5    | 0      | 0      |
| 3       | 5    | 5    | 0      | 5    | 0      | 5    | 0      | 0      |
| 4       | 5    | 5    | 0      | 5    | 0      | 5    | 0      | 0      |
| 5       | 5    | 5    | 0      | 5    | 0      | 5    | 0      | 0      |
| 6       | 5    | 5    | 0      | 5    | 0      | 5    | 0      | 0      |

#### Mit technischem Fortschritt
Die Arbeitsproduktivität soll jetzt jährlich um 5 % steigen. Bewirkt wird dies durch die Annahme, dass ein Wachstum der Kapitalintensität um jährlich 5 % ebendies bewirkt (vgl. auch Technische Fortschrittsfunktion). Für den Lohn sei der Einfachheit halber eine produktivitätsorientierte Lohnpolitik angenommen, so dass der Reallohn mit derselben Rate wächst wie die Arbeitsproduktivität, also mit jährlich 5 %. Wegen der steigenden Kapitalintensität reicht der Produktionsüberschuss jetzt nicht mehr aus, um zusätzliche Arbeitsplätze zu schaffen, vielmehr bleibt die Beschäftigung A konstant bei 100. Es liegt also „Wachstum ohne Beschäftigung“ vor („jobless growth“).
Die Tabelle errechnet sich nun so, dass wegen technischem Fortschritt die Arbeitsproduktivität Y/A jährlich um 5 % wächst, verursacht ist dies durch ein Wachstum der Kapitalintensität K/A von jährlich 5 %. Damit ist auch der Reallohn gemäß produktivitätsorientierter Lohnpolitik festgelegt, er wächst genau so wie die Arbeitsproduktivität. Das Produkt Y einer Periode wird nun nach Maßgabe der Kapitalintensität K/A unter Berücksichtigung, was A kostet, also unter Berücksichtigung des Reallohnes C/A, auf C bzw. A und K für die jeweils nächste Periode aufgeteilt.
| Periode | A     | C      | C/A    | K     | K/A   | Y     | Y/A   | K/Y  |
| ------- | ----- | ------ | ------ | ----- | ----- | ----- | ----- | ---- |
| –       | –     | €      | €      | €     | €     | €     | €     | –    |
| 1       | 100,0 | 280,95 | 2,8095 | 100,0 | 1,00  | 400,0 | 4,000 | 0,25 |
| 2       | 100,0 | 295,0  | 2,95   | 105,0 | 1,050 | 420,0 | 4,200 | 0,25 |
| 3       | 100,0 | 309,8  | 3,10   | 110,3 | 1,103 | 441,0 | 4,410 | 0,25 |
| 4       | 100,0 | 325,2  | 3,25   | 115,8 | 1,158 | 463,1 | 4,631 | 0,25 |
| 5       | 100,0 | 341,5  | 3,41   | 121,6 | 1,216 | 486,2 | 4,862 | 0,25 |
| 6       | 100,0 | 358,6  | 3,59   | 127,6 | 1,276 | 510,5 | 5,105 | 0,25 |

In Periode 2 betragen die Bruttoinvestitionen K=105,0 €. Davon sind 100,0 € Ersatz oder Abschreibungen der Investitionen der Vorperiode 1 (100,0 €). Die Nettoinvestitionen betragen also 105,0 € - 100,0 € = 5,0 €. Diese Nettoinvestitionen sind auf das Einkommen der Vorperiode 1 Y=400,0 € zu beziehen, da sie aus diesem finanziert werden. Es ergibt sich eine Sparquote s=5/400=1,25 %. v ist 0,25 oder 25 %. s/v ergibt 0,05 oder 5 %, die Wachstumsrate m der Wirtschaft. Dieses Wachstum ist dem technischen Fortschritt geschuldet, der mit einer Rate m wächst, während die Beschäftigung konstant bleibt.
Die Kausalität läuft von der Steigerung der Kapitalintensität zur Steigerung der Arbeitsproduktivität. Es wird angenommen, dass wenn die technische Ausstattung eines Arbeiters um 5 % steigt, die Kapitalintensität also um 5 % steigt, dies eine Steigerung der Arbeitsproduktivität ebenfalls um 5 % hervorruft. Indem die Arbeitskräfte mit mehr Produktionsmitteln ausgestattet werden, sind sie auch in der Lage, mehr zu produzieren.
| Periode | W(A) | W(C) | W(C/A) | W(K) | W(K/A) | W(Y) | W(Y/A) | W(K/Y) |
| ------- | ---- | ---- | ------ | ---- | ------ | ---- | ------ | ------ |
| 1       | –    | –    | –      | –    | –      | –    | –      | –      |
| 2       | 0    | 5    | 5      | 5    | 5      | 5    | 5      | 0      |
| 3       | 0    | 5    | 5      | 5    | 5      | 5    | 5      | 0      |
| 4       | 0    | 5    | 5      | 5    | 5      | 5    | 5      | 0      |
| 5       | 0    | 5    | 5      | 5    | 5      | 5    | 5      | 0      |
| 6       | 0    | 5    | 5      | 5    | 5      | 5    | 5      | 0      |

Nimmt man weiterhin an, dass die natürliche Wachstumsrate, die Wachstumsrate der Bevölkerung n, 5 % beträgt, dann würde in diesem Szenario die Arbeitslosigkeit immer größer, weil ein immer größer werdendes Arbeitsangebot auf eine konstante Nachfrage der Wirtschaft nach Arbeit trifft. Nimmt man weiterhin an, dass die Arbeiter ihr Einkommen voll für Konsumgüter verausgaben, die Unternehmen ihr Einkommen aber voll sparen und investieren, dann kann eine einmalige Lohnsenkung Abhilfe schaffen. Die Einmaligkeit besteht darin, dass in einer Periode der Lohn gesenkt wird, anschließend aber wieder einer produktivitätsorientierten Lohnpolitik gefolgt wird. Allerdings bleibt der einmalige Lohnverzicht für immer erhalten, die Lohnwachstumskurve holt die alte höhere Kurve nie mehr ein. Im folgenden Beispiel wird angenommen, dass der Reallohn der Arbeiter in der ersten Periode nicht mehr 2,8095 C je Arbeiter beträgt, sondern nur noch 2,63 C je Arbeiter. Da die Produktion dieser Periode weiterhin mit 400 Y angesetzt ist, kann jetzt mehr investiert werden. Bei der Steigerung der Kapitalintensität von nach wie vor 5 % – so die Annahme – bleibt jetzt noch etwas übrig, um zusätzliche Arbeitsplätze zu schaffen, um Erweiterungsinvestitionen vorzunehmen. Die Zahl der benötigten Arbeitsplätze steigt jetzt um 5 %, genau so wie das demografisch gegebene Arbeitsangebot. Das ’’Goldene Zeitalter’’, also Wachstum bei Vollbeschäftigung, ist wiederhergestellt, da ja ein Wachstum des Arbeitsangebots von 5 % exogen gegeben angenommen wurde.
| Periode | A     | C     | C/A  | K      | K/A   | Y     | Y/A   | K/Y  |
| ------- | ----- | ----- | ---- | ------ | ----- | ----- | ----- | ---- |
| –       | –     | €     | €    | €      | €     | €     | €     | –    |
| 1       | 100,0 | 262,8 | 2,63 | 100,0  | 1,00  | 400,0 | 4,000 | 0,25 |
| 2       | 105,0 | 289,7 | 2,76 | 110,25 | 1,050 | 441,0 | 4,200 | 0,25 |
| 3       | 110,3 | 319,5 | 2,90 | 121,6  | 1,103 | 486,2 | 4,410 | 0,25 |
| 4       | 115,8 | 352,2 | 3,04 | 134,0  | 1,158 | 536,1 | 4,631 | 0,25 |
| 5       | 121,6 | 388,3 | 3,19 | 147,8  | 1,216 | 591,1 | 4,862 | 0,25 |
| 6       | 127,6 | 428,1 | 3,35 | 162,9  | 1,276 | 651,7 | 5,105 | 0,25 |

In Periode 2 betragen die Bruttoinvestitionen K=110,25 €. Davon sind 100,0 € Ersatz oder Abschreibungen der Investitionen der Vorperiode 1 (100,0 €). Die Nettoinvestitionen betragen also 110,25 € − 100,0 € = 10,25 €. Diese Nettoinvestitionen sind auf das Einkommen der Vorperiode 1 Y=400,0 € zu beziehen, da sie aus diesem finanziert werden. Es ergibt sich eine Sparquote s=10,25/400=2,56 %. v ist 0,25 oder 25 %. s/v ergibt 0,1025 oder 10,25 %, die Wachstumsrate der Wirtschaft, die sich aus dem Wachstum des technischen Fortschritts m und der Beschäftigung n ergibt.
Die Beschäftigung A wächst mit 5 %, für den technischen Fortschritt wurde ebenfalls ein Wachstum von 5 % angenommen, so dass die Arbeitsproduktivität und die Kapitalintensität ebenfalls mit 5 % wachsen. Gemäß der Formel
{\displaystyle {\frac {s}{v}}=m+n}
wachsen jetzt Produktion Y, Kapital K und Konsum der Arbeiter C mit der Rate 5 % plus 5 %, also 10 %. Die Formel wurde aber für den stetigen Fall hergeleitet, hier im Zahlenbeispiel liegen diskrete Perioden vor, so dass die Formel nur noch näherungsweise gilt. Y, K und C wachsen mit 10,25 % (1,05 mal 1,05 = 1,1025).
| Periode | W(A) | W(C)  | W(C/A) | W(K)  | W(K/A) | W(Y)  | W(Y/A) | W(K/Y) |
| ------- | ---- | ----- | ------ | ----- | ------ | ----- | ------ | ------ |
| 1       | –    | –     | –      | –     | –      | –     | –      | –      |
| 2       | 5    | 10,25 | 5      | 10,25 | 5      | 10,25 | 5      | 0      |
| 3       | 5    | 10,25 | 5      | 10,25 | 5      | 10,25 | 5      | 0      |
| 4       | 5    | 10,25 | 5      | 10,25 | 5      | 10,25 | 5      | 0      |
| 5       | 5    | 10,25 | 5      | 10,25 | 5      | 10,25 | 5      | 0      |
| 6       | 5    | 10,25 | 5      | 10,25 | 5      | 10,25 | 5      | 0      |